# Chiese di Salerno

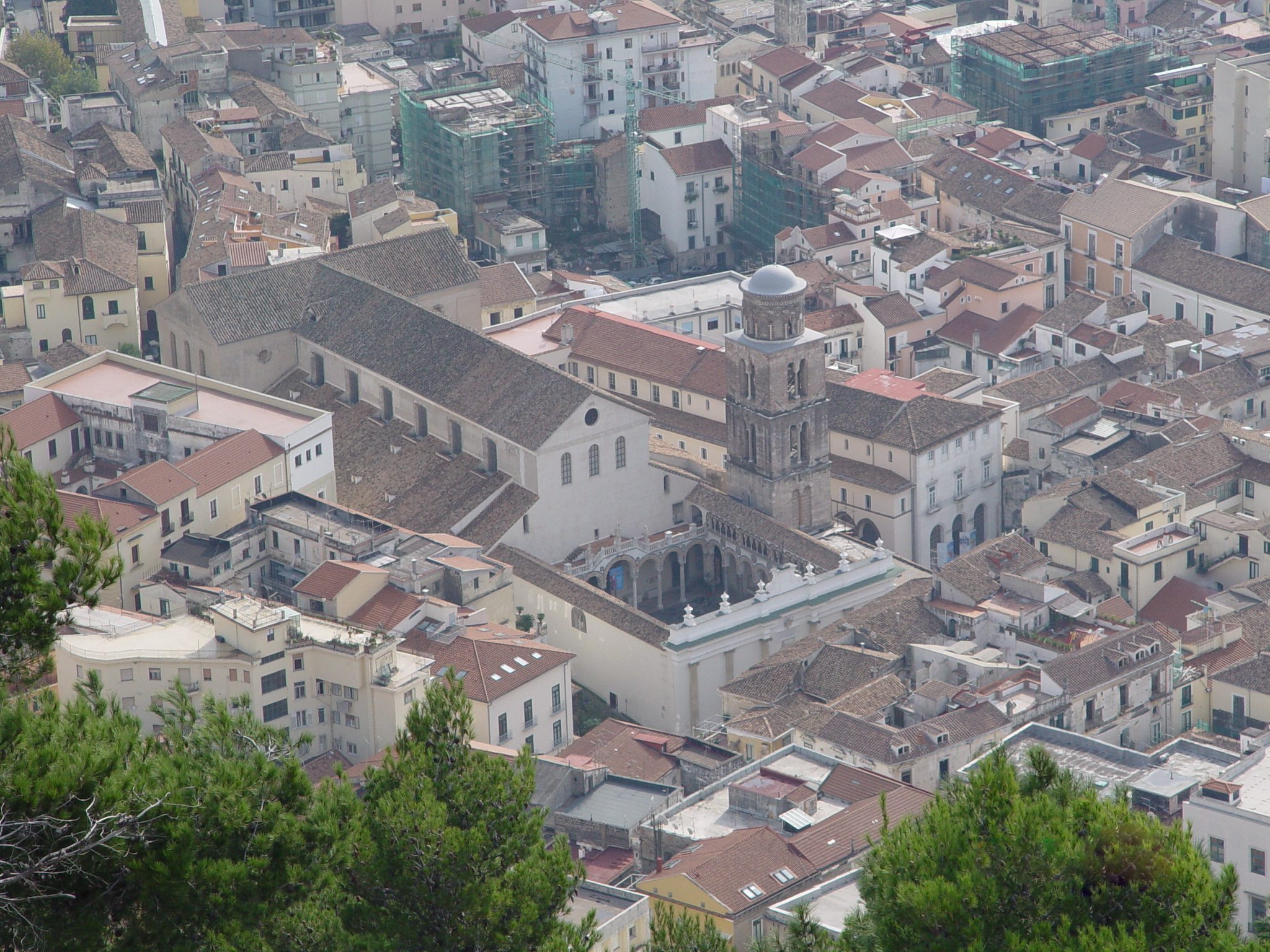
Immagine dall'alto del Duomo di Salerno, nel Centro storico di Salerno

Sono numerose le chiese di Salerno, come pure i conventi e monasteri. La maggior parte sono concentrati nel centro storico.
Segue un elenco delle chiese della città di Salerno

## Chiese per epoca

### Anno mille o precedenti
- Cattedrale di Salerno
- Chiesa di Sant'Agostino
- Chiesa di Sant'Andrea de Lavina
- Chiesa di San Benedetto
- Chiesa di San Gregorio
- Chiesa di San Michele Arcangelo
- Chiesa di Santa Maria de Lama
- Chiesa di Santa Maria de Alimundo
- Chiesa di San Pietro a Corte
- Chiesa convento San Massimo
- Chiesa di Santa Lucia de Judaica
- Chiesa di San Bartolomeo
- Chiesa Santa Maria de Monialibus
- Chiesa di San Nicola del Pumpolo[3]
- Chiesa di San Felice in Felline
- Chiesa di Sant'Eustachio
- Chiesa di San Rocco
- Chiesa di San Giovanni
- Chiesa di Santa Trofimena
- Chiesa di San Matteo Piczulo poi Santo Stefano

### Medioevali
- Chiesa del Santissimo Crocifisso
- Chiesa di Sant'Anna al Porto
- Chiesa di San Domenico
- Chiesa di San Pietro in Camerellis
- Chiesa di San Leone in Foromuro
- Chiesa di Santa Margherita
- Chiesa di Santa Maria del Campo
- Chiesa di Santa Maria del Carmine
- Chiesa di Santa Maria a Mare
- Chiesa di Santa Rita
- Chiesa di San Salvatore de Drapparia[4]

### Quattrocentesche
- Chiesa Santa Maria delle Grazie

### Cinquecentesche
- Chiesa di San Pietro in Vinculis
- Chiesa di San Filippo Neri
- Chiesa del Monte dei Morti

### Seicentesche
- Chiesa della Santissima Annunziata
- Chiesa della Santissima Addolorata
- Chiesa di Sant'Apollonia
- Chiesa di San Giorgio

### Settecentesche
- Chiesa dell'Annunziatella

### Ottocentesche
- Chiesa di Santa Maria dei Greci

### Novecentesche
- Chiesa del Sacro Cuore
- Chiesa di Maria Santissima Immacolata (Salerno)

### Moderne
- Chiesa della Sacra Famiglia (Salerno)
- Chiesa di Sant'Eustachio Martire
- Chiesa di San Giovanni Bosco (Salerno)
- Chiesa di San Demetrio Martire (Salerno)
- Chiesa di San Paolo Apostolo
- Chiesa di San Giuseppe Lavoratore (Salerno)
- Chiesa di Santa Croce (Salerno)
- Chiesa di Santa Maria ad Martyres (Salerno)
- Chiesa del Sacro Cuore Immacolato di Maria (Salerno)
- Chiesa di Santa Margherita (Salerno)
- Chiesa del Gesù Redentore (Salerno)
- Chiesa della Madonna del Rosario di Pompei (Salerno)
- Chiesa del Gesù Risorto (Salerno)

## Conventi e monasteri per epoca

### Anno mille o precedenti
- Monastero di San Lorenzo al Monte, poi convento
- Monastero di Santa Sofia
- Monastero di San Giorgio
- Monastero di San Leone de Foro Muro
- Monastero di Santa Maria Maddalena
- Monastero di San Nicola della Palma, poi convento
- Monastero di San Benedetto
- Monastero di San Michele e Santo Stefano

### Medioevali
- Convento di San Pietro e San Giacomo
- Convento di San Francesco
- Conservatorio Ave Gratia Plena Minor
- Convento Santa Maria della Porta e San Domenico
- Monastero di Santa Maria di Montevergine

### Cinquecenteschi
- Convento di San Francesco di Paola
- Convento Santa Maria delle Grazie
- Convento di Santa Maria della Consolazione
- Convento di Santa Maria del Carmine

### Seicenteschi
- Monastero Santa Maria della Mercede

### Novecenteschi
- Convento dell'Immacolata

## Cappelle
- Cappella di Sant'Anna
- Cappella di Sant'Antonio dei Nobili